# Пилипи-Хребтіївські
Пилипи-Хребтіївські — село в Україні, у Новоушицькій селищній територіальній громаді Кам'янець-Подільського району Хмельницької області.

## Символіка

### Герб
Щит горизонтально поділений на дві частини. У верхній частині зображено три квітки яблуні на лазуровому фоні. Вони символізують розвиток та процвітання садівництва на території села. У нижній частині, на золотистому фоні, зображено дерево липи – символ назви села.

### Прапор
Прямокутне полотнище складається з трьох частин. Верхня половина прапора синього кольору, середня — жовтого кольору, нижня – зеленого кольору. У правій верхні частині зображено цвіт липи, як символ назви села.

## Історія

Пам'ятник воїнам-односельчанам які загинули в Другу світову війну

Село Пилипи-Хребтіївські засноване в 1735 російськими старообрядцями-пилипонами (звідки походить назва села), які прийшли сюди з території сучасних Курської та Орловської областей.
У 1835 р. в селі жив 121 старовір, 1857 — 380, 1864 — 402, 1868 — 770. У 2005 році в селі проживало 806 старообрядців.
Село Пилипи-Хребтіївські є одним з найзначніших старообрядницьких російських сіл. Жителі села дотримуються звичаїв старообрядців: чоловіки носять бороди, жінки покривають голови хустками. По-старому, у селі, воду носять з колодязів. Крім російських старовірів на околиці села стоїть кілька будинків з українцями-православними і поляками-католиками.
У селі знаходилась школа з російською мовою навчання, одна з будівель якої побудована в 1886 р. і є пам'ятником архітектури. У 1929 році була зруйнована старообрядницька церква, відновлена селянами в 1990 році. У районі села розташована пам'ятка археології всеукраїнського значення — городище періоду Київської Русі.

### Часи Голодомору на селі
За даними офіційних джерел (тогочасних ЗАГСів, які хоч і не завжди реєстрували правдиву кількість померлих, саме від голоду, бо було заборонено вказувати, що людина померла голодною смертю) в селі в 1932–1933 роках загинуло близько 48 жителів села. На сьогодні встановлено імена лише 28 осіб. Мартиролог укладений на підставі поіменних списків жертв Голодомору 1932–1933 років, складених Пилипохребтіївською сільською радою згідно даних місцевого РАГСу (хоча й звіритися з конкретними документальними свідченнями стає майже неможливо, оскільки не всі вони дійшли до наших днів, у силу різних обставин. Поіменні списки зберігаються в Державному архіві Хмельницької області.
Кількість померлих і їх особисті дані не є остаточними, оскільки не всі дані збереглися і не все заносилося до книг обліку тому є ймовірність, того, що мартиролог Голодомору в селі буде розширений. Наразі, згідно попередніх списків уже можна дійти висновків: що серед померлих селян більшість були селянами-односібниками, які не працювали в артілі чи колгоспі, і це є підтвердженням навмисних дій тодішньої влади — на знищення українського незалежного селянства.

### Незалежна Україна
З 24 серпня 1991 року в складі незалежної України.
До адміністративної реформи 19 липня 2020 року село належало до Новоушицького району, після його ліквідації село увійшло до складу Кам'янець-Подільського району.

## Населення
Населення становить 841 осіб станом на 2001 рік.

## Відомі люди
- Гевак Антон Леонідович (1994-2022) — український військовослужбовець, учасник російсько-української війни.[8]